# Unterseeboot 508
Le Unterseeboot 508 (ou U-508) est un sous-marin allemand utilisé par la Kriegsmarine pendant la Seconde Guerre mondiale.

## Historique
Après avoir reçu sa formation de base à Stettin en Pologne au sein de la 4. Unterseebootsflottille jusqu'au 30 juin 1942, il rejoint sa flottille de combat à Lorient, dans la 2. Unterseebootsflottille.
L'U-507 a été coulé le 12 novembre 1943 dans le golfe de Gascogne au large du Cap Ortegal, à la position géographique de 46° 00′ N, 7° 30′ O, par des charges de profondeur lancées par un avion américain Consolidated B-24 Liberator de l'escadron VB-103/C10. 
L'attaque a coûté la vie des 57 membres de l'équipage.

## Affectations successives
- 4. Unterseebootsflottille du 20 octobre 1941 au 30 juin 1942
- 10. Unterseebootsflottille du 1er juillet 1942 au 12 novembre 1943

## Commandement
- Kapitänleutnant Georg Staats  du 20 octobre 1941 au 12 novembre 1943

## Navires coulés
Il a coulé 14 navires pour un total de 74 087 tonneaux au cours de ses 6 patrouilles.
| Date              | Nom                 | Nationalité     | Tonnage | Convoi     | Fait et localisation |
| ----------------- | ------------------- | --------------- | ------- | ---------- | -------------------- |
| 12 août 1942      | Manzanillo          | Cuba            | 1 025   | SpecCon-12 | Coulé                |
| 12 août 1942      | Santiago de Cuba    | Cuba            | 1 685   | SpecCon-12 | Coulé                |
| 7 novembre 1942   | Nathaniel Hawthorne | Etats-Unis      | 7 176   | TAG-19     | Coulé                |
| 7 novembre 1942   | Lindenhall          | Grande-Bretagne | 5 248   | TAG-19     | Coulé                |
| 17 novembre 1942  | City of Corinth     | Grande-Bretagne | 5 318   |            | Coulé                |
| 27 novembre 1942  | Clan Macfadyen      | Grande-Bretagne | 6 191   |            | Coulé                |
| 28 novembre 1942  | Empire Cromwell     | Grande-Bretagne | 5 970   |            | Coulé                |
| 1er décembre 1942 | Trevalgan           | Grande-Bretagne | 5 299   |            | Coulé                |
| 2 décembre 1942   | City of Bath        | Grande-Bretagne | 5 079   |            | Coulé                |
| 3 décembre 1942   | Solon II            | Grande-Bretagne | 4 561   |            | Coulé                |
| 9 décembre 1942   | Nigerian            | Grande-Bretagne | 5 423   |            | Coulé                |
| 9 juillet 1943    | De la Salle         | Grande-Bretagne | 8 400   | ST-71      | Coulé                |
| 9 juillet 1943    | Manchester Citizen  | Grande-Bretagne | 5 343   | ST-71      | Coulé                |
| 18 juillet 1943   | Incomati            | Grande-Bretagne | 7 369   |            | Coulé                |